# Alto del Olvido
Alto del Olvido es una localidad y distrito ubicado en el departamento Lavalle, provincia de Mendoza, Argentina. 
Se encuentra sobre el arroyo Tulumaya, 6 km al norte de Villa Tulumaya, la cabecera departamental.
En 2010 se encontraba en construcción su plaza principal.